# Thomas E. A. Stowell
Thomas Edmund Alexander Stowell  (1885 - 8 de noviembre de 1970) fue un médico británico que se destacó por su desempeño como cirujano y su labor en pro de la seguridad e higiene en el trabajo, pero fue más conocido por un artículo que publicó poco antes de morir en la revista The Criminologist —una publicación inglesa dedicada al trabajo policial y la medicina forense—, titulado: «Jack the Ripper - A Solution?» («Jack el Destripador - ¿Una solución?»). En el artículo implicaba como ejecutores de los crímenes de Jack el Destripador, a prominentes miembros de la sociedad británica y de la familia real.

## Biografía
Stowell se educó en la St Paul's School, a partir de 1910 tomó un entrenamiento clínico en el Hospital Saint Thomas, en el Grimsby and District Hospital y el Real Hospital del Sur, en Liverpool. Fue aceptado en 1912 como Fellow of the  Royal College of Surgeons. En 1927, obtuvo un Doctorado en Medicina y en 1954 recibió el Diploma honoris causa en Higiene Industrial. Era descendiente de William Scott (primer barón Stowell). En 1913 se casó con Lillian Elizabeth Wagner. Su hijo, Eldon Stowell, también fue médico. Su única hija murió en un accidente en 1958.
Sus nombramientos clínicos incluyeron: asistente de Cirugía Oftálmica en el Hospital St Andrew's y el Hospital General de Battersea; cirujano en el Hospital St Mary's; cirujano honorario del Northwich Infirmary; cirujano en jefe honorario y radiólogo en la Mid Cheshire Orthopaedic Clinic de Northwich; y cirujano asesor en el Servicio Médico de Emergencia. Fue médico en jefe de Imperial Chemical Industries, cirujano de trauma para Brunner Mond, y uno de los fundadores de la Association of Industrial Medical Officers (en la actualidad la Sociedad de Medicina del Trabajo). Se desempeñó como presidente del Consejo de Medicina Laboral, del comité  médico asesor de la Sociedad de Bienestar Industrial, del comité británico de Congresos Internacionales sobre Seguridad e Higiene Industrial y el consejo británico  para la organización del IX Consejo Internacional de Salud Industrial en Londres en 1948. Por su labor en este último cargo, fue nombrado comendador de la Orden del Imperio Británico en 1949.
Otros intereses de Stowell incluían la masonería, publicó privadamente el libro The Centenary History of Cornubian Lodge 450 of Free and Accepted Masons in 1950. Su obituario en el British Medical Journal lo describió como «con una alta y elegante figura, con un rostro intelectual y luciendo un monóculo. Naturalmente ingenioso, estaba dotado de un fino sentido del humor y un sentido de la diversión. Todo estas consideraciones, dado que además era un narrador espléndido, lo convertían en una admirable compañía».

## Jack el Destripador
Fuera de la medicina, Stowell entró en el ojo público unos días antes de su muerte a causa de un artículo que publicó en noviembre de 1970 en The Criminologist, en el que parecía indicar que poseía o había visto pruebas que implicaban al príncipe Alberto Víctor, duque de Clarence y Avondale, en los tristemente célebres asesinatos de Jack el Destripador ocurridos ochenta años atrás. Durante una aparición en el programa 24 Hours de la BBC, el 2 de noviembre, Stowell «parecía aceptar tácitamente» que el duque era el Destripador. Sin embargo, el 5 de noviembre de 1970, escribió al periódico The Times: «en ningún momento dije que Su Alteza Real, el fallecido duque de Clarence, tuviera relación con el asesino de Whitechapel». La carta fue publicada el 9 de noviembre, un día después de la propia muerte de Stowell. Esa misma semana, el hijo de Stowell informó de que había quemado todos los papeles de su padre, y dijo: «Leí apenas lo suficiente para asegurar que no había nada de importancia». Su artículo despertó el interés del público en los asesinatos del Destripador y la supuesta conexión del príncipe Alberto Víctor con los asesinatos fue desarrollada más tarde por otros escritores, como Stephen Knight en el libro de Jack the Ripper: The Final Solution.